# チロ・マリーナ
チロ・マリーナ（イタリア語: Cirò Marina）は、イタリア共和国カラブリア州クロトーネ県にある、人口約1万5000人の基礎自治体（コムーネ）。県都クロトーネに次ぎ、県内第2位のコムーネ人口を有する。

## 地理

### 位置・広がり

#### 隣接コムーネ
隣接するコムーネは以下の通り。
- チロ
- メリッサ